# فهرست فیلم‌های ای۲۴

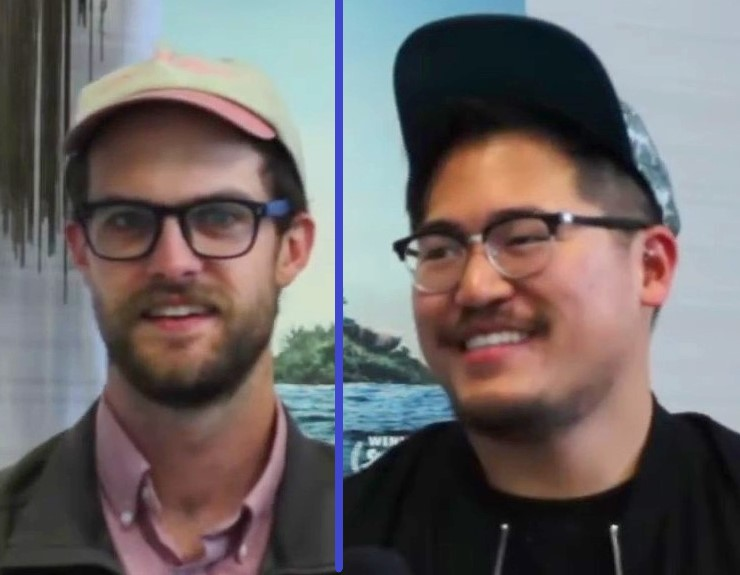
همه‌چیز همه‌جا به یکباره (۲۰۲۲) پرفروش‌ترین فیلم ای۲۴ است؛ دنیل‌ها (در تصویر) این استودیو پیش از آن فیلم‌های مرد ارتشی سوئیسی (2016) و مرگ دیک لانگ (۲۰۱۹) را برای دنیل‌ها توزیع کرده‌است.

ای۲۴ در اوت ۲۰۱۲ به عنوان یک شرکت توزیع فیلم مستقر در شهر نیویورک توسط دانیل کاتز، دیوید فنکل و جان هاجز راه اندازی شد. اولین فیلم آن، نگاهی به درون ذهن چارلز سوان سوم، در ۸ فوریه ۲۰۱۳ اکران شد. در همان سال، این شرکت با شرکت دایرکت‌تی‌وی و آمازون پرایم وارد قراردادهای توزیع چند ساله شد. در سال ۲۰۱۶، سه فیلم توزیع‌شده توسط ای۲۴ در سال قبل هفت نامزدی جایزه اسکار را دریافت کردند: ایمی برای بهترین فیلم مستند بلند، اکس ماکینا برای بهترین جلوه‌های بصری برنده شد و بری لارسون برای بازی در اتاق جایزه بهترین بازیگر زن را دریافت کرد. همچنین در سال ۲۰۱۶، ای۲۴ به یک استودیوی تولید تبدیل شد و به‌طور کامل برای اولین فیلم بلند خود، مهتاب، در مشارکت با پلن بی انترتینمنت، سرمایه‌گذاری کرد. این فیلم با تحسین منتقدان اکران شد و سه جایزهٔ اسکار را از هشت نامزدی از جمله جایزه اسکار بهترین فیلم کرد.
در سال ۲۰۱۸، این استودیو فیلم موروثی از آری استر را تأمین مالی و منتشر کرد که با ۸۱ میلیون دلار به پرفروش‌ترین فیلمش در گیشه تبدیل شد. در همان سال، ای۲۴ کلاس هشتم را تولید کرد، داستانی به نویسندگی و کارگردانی بو برنهام که مورد تحسین منتقدان قرار گرفت و با فیلم لیدی برد از گرتا گرویگ به عنوان پر امتیازترین فیلم ای۲۴ در راتن تومیتوز با ۹۹٪ رتبهٔ تأیید رسید. این استودیو بعداً شراکت چند ساله خود را با اپل تی‌وی پلاس و شبکه‌های شوتایم برای انتشار دیجیتالی برخی از فیلم‌های آینده خود اعلام کرد. در سال ۲۰۲۱، میناری از ای۲۴ رکورد شش نامزدی جایزه اسکار را به دست آورد. فیلم بره ۲۰۲۱ اولین فیلم توزیع‌شده‌ای۲۴ بود که به عنوان ورودی رسمی یک کشور برای جایزه اسکار بهترین فیلم بین‌المللی انتخاب شد. در سال ۲۰۲۲، همه‌چیز همه‌جا به یکباره با فروش ۱۰۰ میلیون دلاری در سراسر جهان به پرفروش‌ترین فیلم این استودیو تبدیل شد.

## دهه ۲۰۱۰
| تاریخ انتشار    | عنوان                                   | کاگردان(ها)                | منبع            |
| --------------- | --------------------------------------- | -------------------------- | --------------- |
| ۸ فوریه ۲۰۱۳    | نگاهی اجمالی به درون ذهن چارلز سوان سوم | رومن کوپولا                | [ ۱۷ ] [ ۱۸ ]   |
| ۱۵ مارس ۲۰۱۳    | جینجر و رزا                             | سالی پاتر                  | [ ۱۹ ] [ ۲۰ ]   |
| ۱۵ مارس ۲۰۱۳    | تعطیلات بهاری                           | هارمونی کورین              | [ ۲۱ ] [ ۲۲ ]   |
| ۱۴ ژوئن ۲۰۱۳    | حلقه بلینگ                              | سوفیا کوپولا               | [ ۲۳ ] [ ۲۴ ]   |
| ۲ اوت ۲۰۱۳      | اکنون شگفت‌انگیز                         | جیمز پانسولت               | [ ۲۵ ] [ ۲۶ ]   |
| ۱۴ مارس ۲۰۱۴    | دشمن                                    | دنی ویلنوو                 | [ ۲۷ ] [ ۲۸ ]   |
| ۴ آوریل ۲۰۱۴    | زیر پوست                                | جاناتان گلیزر              | [ ۲۹ ] [ ۳۰ ]   |
| ۲۵ آوریل ۲۰۱۴   | لاک                                     | استیون نایت                | [ ۳۱ ] [ ۳۲ ]   |
| ۶ ژوئن ۲۰۱۴     | کودک آشکار                              | جیلیان روبسپیر             | [ ۳۳ ] [ ۳۴ ]   |
| ۱۳ ژوئن ۲۰۱۴    | ولگرد                                   | دیوید می‌شد                 | [ ۳۵ ] [ ۳۶ ]   |
| ۱۵ اوت ۲۰۱۴     | زندگی پس از بث                          | جف بائنا                   | [ ۳۷ ] [ ۳۸ ]   |
| ۱۹ سپتامبر ۲۰۱۴ | عاج فیل                                 | کوین اسمیت                 | [ ۳۹ ] [ ۴۰ ]   |
| ۲۴ اکتبر ۲۰۱۴   | Laggies                                 | لین شلتون                  | [ ۴۱ ] [ ۴۲ ]   |
| ۲۴ اکتبر ۲۰۱۴   | انتقام اژدهای سبز                       | اندرو لاو و اندرو لو       | [ ۴۳ ] [ ۴۴ ]   |
| ۱۲ دسامبر ۲۰۱۴  | اسیر                                    | آتوم اگویان                | [ ۴۵ ] [ ۴۶ ]   |
| ۳۱ دسامبر ۲۰۱۴  | خشن‌ترین سال                             | جی. سی. چاندور             | [ ۴۷ ] [ ۴۸ ]   |
| ۱۶ ژانویه ۲۰۱۵  | پسر تفنگ                                | جولیوس ایوری               | [ ۴۹ ] [ ۵۰ ]   |
| ۲۷ مارس ۲۰۱۵    | تا وقتی جوانیم                          | نوآ بامباک                 | [ ۵۱ ] [ ۵۲ ]   |
| ۳ آوریل ۲۰۱۵    | کاتبنک                                  | مت شکمن                    | [ ۵۳ ] [ ۵۴ ]   |
| ۱۰ آوریل ۲۰۱۵   | اکس ماکینا                              | الکس گارلند                | [ ۵۵ ] [ ۵۶ ]   |
| ۱۵ مه ۲۰۱۵      | غرب آهسته                               | جان مکلین                  | [ ۵۷ ] [ ۵۸ ]   |
| ۲۹ مه ۲۰۱۵      | غیرمرگبار                               | کایل نیومن                 | [ ۵۹ ] [ ۶۰ ]   |
| ۳ ژوئیه ۲۰۱۵    | ایمی                                    | آصف کاپادیا                | [ ۶۱ ] [ ۶۲ ]   |
| ۳۱ ژوئیه ۲۰۱۵   | پایان تور                               | جیمز پانسولت               | [ ۶۳ ] [ ۶۴ ]   |
| ۷ اوت ۲۰۱۵      | جاهای تاریک                             | ژیل پاکت-برنر              | [ ۶۵ ] [ ۶۶ ]   |
| ۲۵ سپتامبر ۲۰۱۵ | می‌سی‌سی‌پی گریند                          | آنا بودن و رایان فلک       | [ ۶۷ ] [ ۶۸ ]   |
| ۱۶ اکتبر ۲۰۱۵   | اتاق                                    | لنی آبراهامسون             | [ ۶۹ ] [ ۷۰ ]   |
| ۲۲ ژانویه ۲۰۱۶  | موهاوی                                  | ویلیام موناهان             | [ ۷۱ ] [ ۷۲ ]   |
| ۱۹ فوریه ۲۰۱۶   | جادوگر                                  | رابرت اگرز                 | [ ۷۳ ] [ ۷۴ ]   |
| ۱۱ مارس ۲۰۱۶    | به یاد داشته باش                        | آتوم اگویان                | [ ۷۵ ] [ ۷۶ ]   |
| ۱۸ مارس ۲۰۱۶    | کریشا                                   | تری ادوارد شولتز           | [ ۷۷ ] [ ۷۸ ]   |
| ۱۵ آوریل ۲۰۱۶   | اتاق سبز                                | جرمی سالنی‌یر               | [ ۷۹ ] [ ۸۰ ]   |
| ۱۵ آوریل ۲۰۱۶   | خاطرات آدرال                            | پاملا رومانوفسکی           | [ ۸۱ ] [ ۸۲ ]   |
| ۱۳ مه ۲۰۱۶      | خرچنگ                                   | یورگوس لانتیموس            | [ ۸۳ ] [ ۸۴ ]   |
| ۱۰ ژوئن ۲۰۱۶    | دی پالما                                | نوآ بامباک و جیک پالترو    | [ ۸۵ ] [ ۸۶ ]   |
| ۲۴ ژوئن ۲۰۱۶    | مرد ارتشی سوئیسی                        | دانیل‌ها                    | [ ۸۷ ] [ ۸۸ ]   |
| ۱۵ ژوئیه ۲۰۱۶   | برابرها                                 | دریک دورمس                 | [ ۸۹ ] [ ۹۰ ]   |
| ۲۹ ژوئیه ۲۰۱۶   | درون جنگل                               | پاتریشیا رزما              | [ ۹۱ ] [ ۹۲ ]   |
| ۱۹ اوت ۲۰۱۶     | موریس از آمریکا                         | چاد هارتیگان               | [ ۹۳ ] [ ۹۴ ]   |
| ۲۶ اوت ۲۰۱۶     | دریای درختان                            | گاس ون سنت                 | [ ۹۵ ] [ ۹۶ ]   |
| ۳۰ سپتامبر ۲۰۱۶ | عزیز آمریکایی                           | آندریا آرنولد              | [ ۹۷ ] [ ۹۸ ]   |
| ۲۱ اکتبر ۲۰۱۶   | مهتاب                                   | بری جنکینز                 | [ ۷ ]           |
| ۲۶ اکتبر ۲۰۱۶   | اوئسیس: سوپرسانیک                       | مت وایت کراس               | [ ۹۹ ] [ ۱۰۰ ]  |
| ۱۱ نوامبر ۲۰۱۶  | هیولا                                   | برایان برتینو              | [ ۱۰۱ ] [ ۱۰۲ ] |
| ۲۸ دسامبر ۲۰۱۶  | زنان قرن بیستم                          | مایک میلز                  | [ ۱۰۳ ] [ ۱۰۴ ] |
| ۲۰ ژانویه ۲۰۱۷  | تعدی بر ما                              | آدام اسمیت                 | [ ۱۰۵ ] [ ۱۰۶ ] |
| ۳۱ مارس ۲۰۱۷    | فوریه                                   | آز پرکینز                  | [ ۱۰۷ ] [ ۱۰۸ ] |
| ۲۱ آوریل ۲۰۱۷   | آتش آزاد                                | بن ویتلی                   | [ ۱۰۹ ] [ ۱۱۰ ] |
| ۵ مه ۲۰۱۷       | عاشقان                                  | آزازل جیکوبز               | [ ۱۱۱ ] [ ۱۱۲ ] |
| ۲ ژوئن ۲۰۱۷     | استثنا                                  | دیوید لوو                  | [ ۱۱۳ ] [ ۱۱۴ ] |
| ۱۶ ژوئن ۲۰۱۷    | در شب می‌آید                             | تری ادوارد شولتز           | [ ۱۱۵ ] [ ۱۱۶ ] |
| ۷ ژوئیه ۲۰۱۷    | داستان یک روح                           | دیوید لاوری                | [ ۱۱۷ ] [ ۱۱۸ ] |
| ۲۸ ژوئیه ۲۰۱۷   | مناشه                                   | جاشوا زد واینستین          | [ ۱۱۹ ] [ ۱۲۰ ] |
| ۱۱ اوت ۲۰۱۷     | اوقات خوش                               | برادران سفدی               | [ ۱۲۱ ] [ ۱۲۲ ] |
| ۲۲ سپتامبر ۲۰۱۷ | وودشاک                                  | کیت و لورا مولوی           | [ ۱۲۳ ] [ ۱۲۴ ] |
| ۶ اکتبر ۲۰۱۷    | پروژه فلوریدا                           | شان بیکر                   | [ ۱۲۵ ] [ ۱۲۶ ] |
| ۲۰ اکتبر ۲۰۱۷   | کشتن گوزن مقدس                          | یورگوس لانتیموس            | [ ۱۲۷ ] [ ۱۲۸ ] |
| ۳ نوامبر ۲۰۱۷   | لیدی برد                                | گرتا گرویگ                 | [ ۱۲۹ ] [ ۱۳۰ ] |
| ۱ دسامبر ۲۰۱۷   | هنرمند فاجعه                            | جیمز فرانکو                | [ ۱۳۱ ] [ ۱۳۲ ] |
| ۱۵ دسامبر ۲۰۱۷  | افسانه لفتی براون                       | جرد موشه                   | [ ۱۳۳ ] [ ۱۳۴ ] |
| ۲ مارس ۲۰۱۸     | ناپدید شدن سیدنی هال                    | شان کریستنسن               | [ ۱۳۵ ] [ ۱۳۶ ] |
| ۳۰ مارس ۲۰۱۸    | آخرین ستاره سینما                       | آدام ریفکین                | [ ۱۳۷ ] [ ۱۳۸ ] |
| ۶ آوریل ۲۰۱۸    | به پیت تکیه کن                          | اندرو هیگ                  | [ ۱۳۹ ] [ ۱۴۰ ] |
| ۲۷ آوریل ۲۰۱۸   | خنجر زدن از پشت برای مبتدیان            | پر فلی                     | [ ۱۴۱ ] [ ۱۴۲ ] |
| ۱۸ مه ۲۰۱۸      | نخستین اصلاح‌شده                         | پل شریدر                   | [ ۱۴۳ ] [ ۱۴۴ ] |
| ۲۵ مه ۲۰۱۸      | چطور با دخترها در مهمانی‌ها گپ بزنیم     | جان کامرون میچل            | [ ۱۴۵ ] [ ۱۴۶ ] |
| ۸ ژوئن ۲۰۱۸     | موروثی                                  | آری استر                   | [ ۱۴۷ ] [ ۱۴۸ ] |
| ۲۹ ژوئن ۲۰۱۸    | زن جلو می‌رود                            | سوزانا وایت                | [ ۱۴۹ ] [ ۱۵۰ ] |
| ۱۳ ژوئیه ۲۰۱۸   | کلاس هشتم                               | بو برنهام                  | [ ۱۵۱ ] [ ۱۵۲ ] |
| ۲۷ ژوئیه ۲۰۱۸   | شب‌های داغ تابستان                       | الیجا باینوم               | [ ۱۵۳ ] [ ۱۵۴ ] |
| ۳ اوت ۲۰۱۸      | هرگز برنمیگردم                          | آگوستین فریزل              | [ ۱۵۵ ] [ ۱۵۶ ] |
| ۱۰ اوت ۲۰۱۸     | نیایش قبل از سپیده‌دم                    | ژان-استفان ساوار           | [ ۱۵۷ ] [ ۱۵۸ ] |
| ۱۰ سپتامبر ۲۰۱۸ | تکه                                     | آستین وزلی                 | [ ۱۵۹ ] [ ۱۶۰ ] |
| ۱۴ سپتامبر ۲۰۱۸ | قانون کودکان                            | ریچارد ایر                 | [ ۱۶۱ ] [ ۱۶۲ ] |
| ۱۹ اکتبر ۲۰۱۸   | اواسط دهه ۹۰                            | جونا هیل                   | [ ۱۶۳ ] [ ۱۶۴ ] |
| ۱ فوریه ۲۰۱۹    | %۱                                      | استیون مک کالوم            | [ ۱۶۵ ] [ ۱۶۶ ] |
| ۱ مارس ۲۰۱۹     | حفره‌ای در زمین                          | لی کرونین                  | [ ۱۶۷ ] [ ۱۶۸ ] |
| ۱ مارس ۲۰۱۹     | نقطه اوج                                | گاسپار نوئه                | [ ۱۶۹ ] [ ۱۷۰ ] |
| ۸ مارس ۲۰۱۹     | گلوریا بل                               | سباستین للیو               | [ ۱۷۱ ] [ ۱۷۲ ] |
| ۵ آوریل ۲۰۱۹    | حیات والا                               | کلر دنی                    | [ ۱۷۳ ] [ ۱۷۴ ] |
| ۶ آوریل ۲۰۱۹    | پسر بومی                                | رشید جانسون                | [ ۱۷۵ ] [ ۱۷۶ ] |
| ۱۹ آوریل ۲۰۱۹   | زیر دریاچه نقره‌ای                       | دیوید رابرت میچل           | [ ۱۷۷ ] [ ۱۷۸ ] |
| ۱۷ مه ۲۰۱۹      | سوغات                                   | جوانا هاگ                  | [ ۱۷۹ ] [ ۱۸۰ ] |
| ۷ ژوئن ۲۰۱۹     | آخرین مرد سیاه‌پوست در سان فرانسیسکو     | جو تالبوت                  | [ ۱۸۱ ] [ ۱۸۲ ] |
| ۳ ژوئیه ۲۰۱۹    | میدسامر                                 | آری استر                   | [ ۱۸۳ ] [ ۱۸۴ ] |
| ۱۲ ژوئیه ۲۰۱۹   | وداع                                    | لولو وانگ                  | [ ۱۸۵ ] [ ۱۸۶ ] |
| ۲۶ ژوئیه ۲۰۱۹   | پوست                                    | گای ناتیو                  | [ ۱۸۷ ] [ ۱۸۸ ] |
| ۲۷ ژوئیه ۲۰۱۹   | اشتراک‌گذاری                             | پیپا بیانکو                | [ ۱۸۹ ] [ ۱۹۰ ] |
| ۲۷ سپتامبر ۲۰۱۹ | مرگ دیک لانگ                            | دانیل‌ها                    | [ ۱۹۱ ] [ ۱۹۲ ] |
| ۴ اکتبر ۲۰۱۹    | جزر و مد کم                             | کوین مک مولین              | [ ۱۹۳ ] [ ۱۹۴ ] |
| ۱۸ اکتبر ۲۰۱۹   | فانوس دریایی                            | رابرت اگرز                 | [ ۱۹۵ ] [ ۱۹۶ ] |
| ۱۸ اکتبر ۲۰۱۹   | ملکه فیل                                | ویکتوریا استون و مارک دیبل | [ ۱۹۷ ] [ ۱۹۸ ] |
| ۲۵ اکتبر ۲۰۱۹   | تیم کشتار                               | دان کراوس                  | [ ۱۹۹ ] [ ۲۰۰ ] |
| ۱۵ نوامبر ۲۰۱۹  | امواج                                   | تری ادوارد شولتز           | [ ۲۰۱ ] [ ۲۰۲ ] |
| ۶ دسامبر ۲۰۱۹   | در پارچه                                | پیتر استریکلند             | [ ۲۰۳ ] [ ۲۰۴ ] |
| ۱۳ دسامبر ۲۰۱۹  | جواهرات تراش‌نخورده                      | برادران سفدی               | [ ۲۰۵ ] [ ۲۰۶ ] |

## دهه ۲۰۲۰
| تاریخ انتشار    | عنوان                          | کاگردان(ها)                | منبع            |
| --------------- | ------------------------------ | -------------------------- | --------------- |
| ۶ مارس ۲۰۲۰     | اولین گاو                      | کلی رایکارد                | [ ۲۰۷ ] [ ۲۰۸ ] |
| ۱۴ اوت ۲۰۲۰     | ایالت پسران                    | جسی ماس و آماندا مک‌بین     | [ ۲۰۹ ] [ ۲۱۰ ] |
| ۲ اکتبر ۲۰۲۰    | نوشیدنی با یخ                  | سوفیا کوپولا               | [ ۲۱۱ ] [ ۲۱۲ ] |
| ۲۹ ژانویه ۲۰۲۱  | قدیسه ماد                      | رز گلس                     | [ ۲۱۳ ] [ ۲۱۴ ] |
| ۱۲ فوریه ۲۰۲۱   | میناری                         | لی ایزاک چانگ              | [ ۲۱۵ ] [ ۲۱۶ ] |
| ۲۵ ژوئن ۲۰۲۱    | مثبت کاذب                      | جان لی                     | [ ۲۱۷ ] [ ۲۱۸ ] |
| ۳۰ ژوئن ۲۰۲۱    | زولا                           | جانیکزا براوو              | [ ۲۱۹ ] [ ۲۲۰ ] |
| ۲۳ ژوئیه ۲۰۲۱   | ول                             | لئو اسکات و تینگ پو        | [ ۲۲۱ ] [ ۲۲۲ ] |
| ۳۰ ژوئیه ۲۰۲۱   | شوالیه سبز                     | دیوید لاوری                | [ ۲۲۳ ] [ ۲۲۴ ] |
| ۸ اکتبر ۲۰۲۱    | لمب                            | والدیمار یوهانسون          | [ ۲۲۵ ] [ ۲۲۶ ] |
| ۲۹ اکتبر ۲۰۲۱   | سوغات قسمت دوم                 | جوانا هاگ                  | [ ۲۲۷ ] [ ۲۲۸ ] |
| ۱۹ نوامبر ۲۰۲۱  | زود باش زود باش                | مایک میلز                  | [ ۲۲۹ ] [ ۲۲۸ ] |
| ۲۴ نوامبر ۲۰۲۱  | انسان‌ها                        | استفان کرم                 | [ ۲۳۰ ] [ ۲۳۱ ] |
| ۱۰ دسامبر ۲۰۲۱  | موشک قرمز                      | شان بیکر                   | [ ۲۳۲ ] [ ۲۳۳ ] |
| ۲۵ دسامبر ۲۰۲۱  | تراژدی مکبث                    | برادران کوئن               | [ ۲۳۴ ] [ ۲۳۵ ] |
| ۱۱ فوریه ۲۰۲۲   | آسمان همه جاست                 | جوزفین دکر                 | [ ۲۳۶ ] [ ۲۳۷ ] |
| ۴ مارس ۲۰۲۲     | بعد از یانگ                    | کوگونادا                   | [ ۲۳۸ ] [ ۲۳۹ ] |
| ۱۸ مارس ۲۰۲۲    | ایکس                           | تی وست                     | [ ۲۴۰ ] [ ۲۴۱ ] |
| ۲۵ مارس ۲۰۲۲    | همه‌چیز همه‌جا به یکباره         | دانیل‌ها                    | [ ۲۴۲ ] [ ۲۴۳ ] |
| ۲۰ مه ۲۰۲۲      | مردان                          | الکس گارلند                | [ ۲۴۴ ] [ ۲۴۵ ] |
| ۱۶ سپتامبر ۲۰۲۲ | پرل                            | تی وست                     | [ ۲۴۶ ]         |
| ۲۲ سپتامبر ۲۰۲۲ | غریزه                          | هالینا رین                 | [ ۲۴۷ ]         |
| ۳۰ سپتامبر ۲۰۲۲ | مخلوقات خدا                    | سائلا دیویس و آنا رز هولمر | [ ۲۴۸ ] [ ۲۴۹ ] |
| ۱۴ اکتبر ۲۰۲۲   | ستاره‌ها هنگام ظهر              | کلر دنی                    | [ ۲۵۰ ] [ ۲۵۱ ] |
| ۲۱ اکتبر ۲۰۲۲   | افترسان                        | شارلوت ولز                 | [ ۲۵۲ ] [ ۲۵۳ ] |
| ۲۸ اکتبر ۲۰۲۲   | گذرگاه                         | لیلا نوگباور               | [ ۲۵۴ ] [ ۲۵۵ ] |
| ۱۸ نوامبر ۲۰۲۲  | بازرسی                         | الگانس براتون              | [ ۲۵۶ ] [ ۲۵۷ ] |
| ۲۵ نوامبر ۲۰۲۲  | نویز سفید                      | نوآ بامباک                 | [ ۲۵۸ ] [ ۲۵۹ ] |
| ۲ دسامبر ۲۰۲۲   | دختر ابدی                      | جوانا هاگ                  | [ ۲۶۰ ] [ ۲۶۱ ] |
| ۹ دسامبر ۲۰۲۲   | نهنگ                           | دارن آرونوفسکی             | [ ۲۶۲ ] [ ۲۶۳ ] |
| ۳۰ دسامبر ۲۰۲۲  | این مکان عالیه                 | اندرو کالاگان              | [ ۲۶۴ ] [ ۲۶۵ ] |
| ۲۰ ژانویه ۲۰۲۳  | وقتی که نجات جهان را تمام کردی | جسی آیزنبرگ                | [ ۲۶۶ ] [ ۲۶۷ ] |
| ۲۳ ژانویه ۲۰۲۳  | Stephen Curry: Underrated      | پیتر نیکس                  | [ ۲۶۸ ] [ ۲۶۹ ] |
| ۲۷ ژانویه ۲۰۲۳  | نزدیک                          | لوکاس دونت                 | [ ۲۷۰ ] [ ۲۷۱ ] |
| ۱۰ فوریه ۲۰۲۳   | Sharper                        | بنجامین کارون              | [ ۲۷۲ ] [ ۲۷۳ ] |

## آینده
| تاریخ انتشار  | عنوان                     | کارگردان(ها)       | یادداشت                       | منبع            |
| ------------- | ------------------------- | ------------------ | ----------------------------- | --------------- |
| ۷ آوریل ۲۰۲۳  | نمایش                     | کلی رایکارد        | همچنین توسط ای۲۴ تولید شده‌است | [ ۲۷۴ ]         |
| ۲۱ آوریل ۲۰۲۳ | بیو می‌ترسد                | آری استر           | همچنین توسط ای۲۴ تولید شده‌است | [ ۲۷۵ ] [ ۲۷۶ ] |
| ۲۶ مه ۲۰۲۳    | تو به احساسات من صدمه زدی | نیکول هولوفسنر     |                               | [ ۲۷۷ ] [ ۲۷۸ ] |
| ۲ ژوئن ۲۰۲۳   | زندگی‌های گذشته            | سلین سانگ          | همچنین توسط ای۲۴ تولید شده‌است | [ ۲۷۸ ] [ ۲۷۹ ] |
| ۲۸ ژوئیه ۲۰۲۳ | با من حرف بزن             | دنی و مایکل فیلیپو |                               | [ ۲۷۸ ] [ ۲۸۰ ] |